# Paytm
 (mars 2019).
Si vous disposez d'ouvrages ou d'articles de référence ou si vous connaissez des sites web de qualité traitant du thème abordé ici, merci de compléter l'article en donnant les références utiles à sa vérifiabilité et en les liant à la section « Notes et références ».

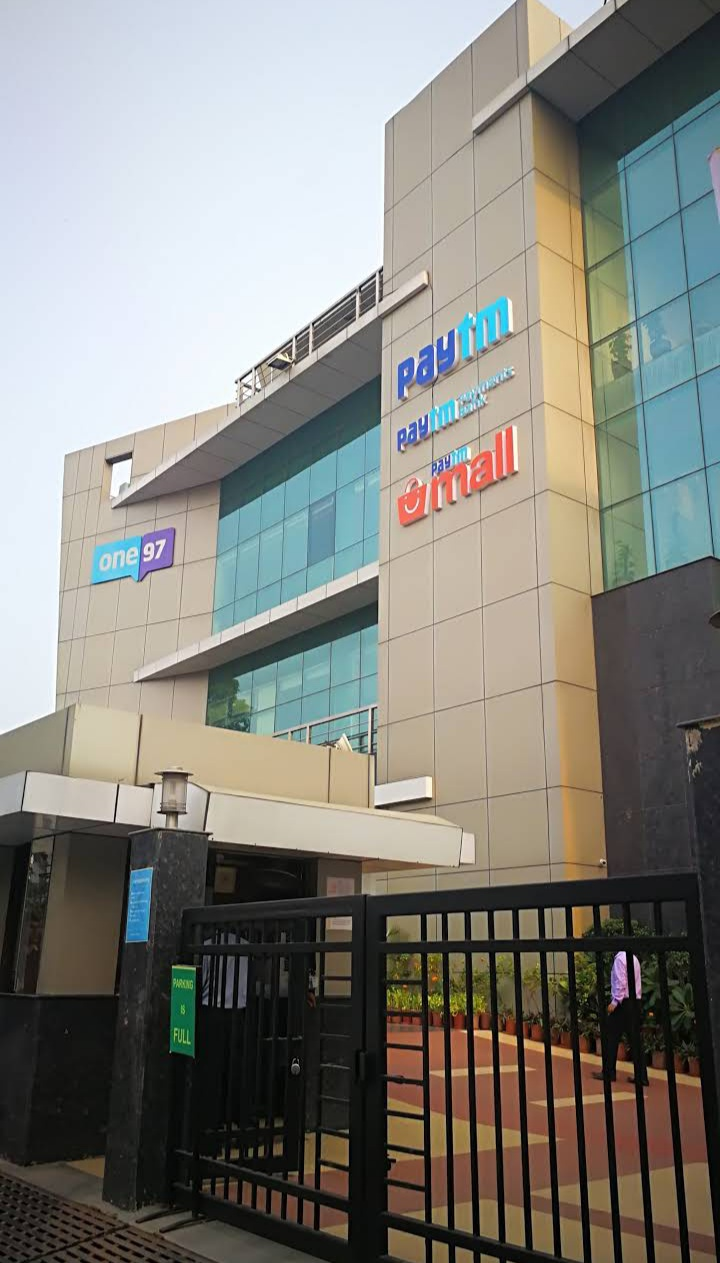
Le siège social de Paytm à Noida, en Inde

Paytm est une entreprise indienne de paiement en ligne basée à Noida, dans la banlieue de Delhi.